# 黑俠
《黑俠》是一齣1996年上映的香港動作片，李仁港執導，徐克監製，李連杰、劉青雲、莫文蔚和葉芳華領銜主演，由徐克的電影工作室攝製。曾獲香港電影大獎提名。
電影根據香港漫畫家利志達於1992年的同名漫畫作品改編而成，並於2002年推出續集《黑俠2》。

## 情節介紹
主角徐夕（美國版則作Simon）是個圖書館員，一直嚮往平靜的生活。但是，他的真正身份卻是一個超級戰士—一個高度機密計劃所培訓的試驗品，編號為701。當他發現其他的試驗品肆意犯罪，而警察卻無力制止，便化身為黑俠，鋤奸扶弱。由於軍方的實驗使他喪失痛感，黑俠幾乎是無敵的。
為向《青蜂俠》致敬，黑俠戴著的面具和司機帽乃李小龍飾演加藤的裝束。

## 人物角色
| 演员        | 角色名稱   | 粵語配音 |
| 李連杰      | 徐夕       | 陳欣     |
| 莫文蔚      | 崔蒔 Tracy | 莫文蔚   |
| 劉青雲      | 石頭       | 劉青雲   |
| 葉芳華      | 若蘭       | 鄭麗麗   |
| 龍剛        | 熊菊       | 楊捷康   |
| 黃秋生      | 金九       | 黃秋生   |
| 熊欣欣      | 金九手下   |          |
| 陳 豪       | 熊菊手下   | 羅偉傑   |
| 鍾景輝      | 警察署长   | 高翰文   |
| 駱達華      |            |          |
| 劉國昌      | 拆弹专家   |          |
| 方平 (演員) | 泰哥       | 古明華   |
| 林迪安      | 阿佳       |          |
| 司徒慧焯    |            |          |
| 陳淑儀      |            |          |

## 主題曲
- 〈比夜更黑〉

主唱：莫文蔚
作曲：郭子
作词：周耀輝
音乐提供：滾石國際音樂股份有限公司

## 得獎紀錄
- 第16屆香港電影金像獎

入圍最佳動作設計 - 袁和平
入圍最佳美術指導 - 馬磐超、雷楚雄
入圍最佳服裝造型設計 - 馮君孟、關美寶
- 第2屆香港電影金紫荊獎

入圍最佳造型設計 - 馮君孟、關美寶

## 票房及美國版
《黑俠》在香港的票房錄得13,286,788港元。1999年5月14日，北美洲979間戲院上演經剪輯的版本，開畫週末票房錄得4,449,692美元。在美國上映的版本以英語重新配音，並作出剪輯，令片長增加至102分鐘。李連杰在其網站上表示對此版本感興趣，因為他可藉此了解觀眾對電影的反應。

## 外部連結
- 香港影庫上《黑俠》的資料（繁體中文）
- 開眼電影網上《黑俠》的資料（繁體中文）
- 时光网上《黑俠》的資料（简体中文）
- 豆瓣电影上《黑俠》的資料 （简体中文）
- 爛番茄上《黑俠》的資料（英文）
- AllMovie上《黑俠》的资料（英文）
- 互联网电影数据库（IMDb）上《黑俠》的资料（英文）